# 鶴谷八幡宮

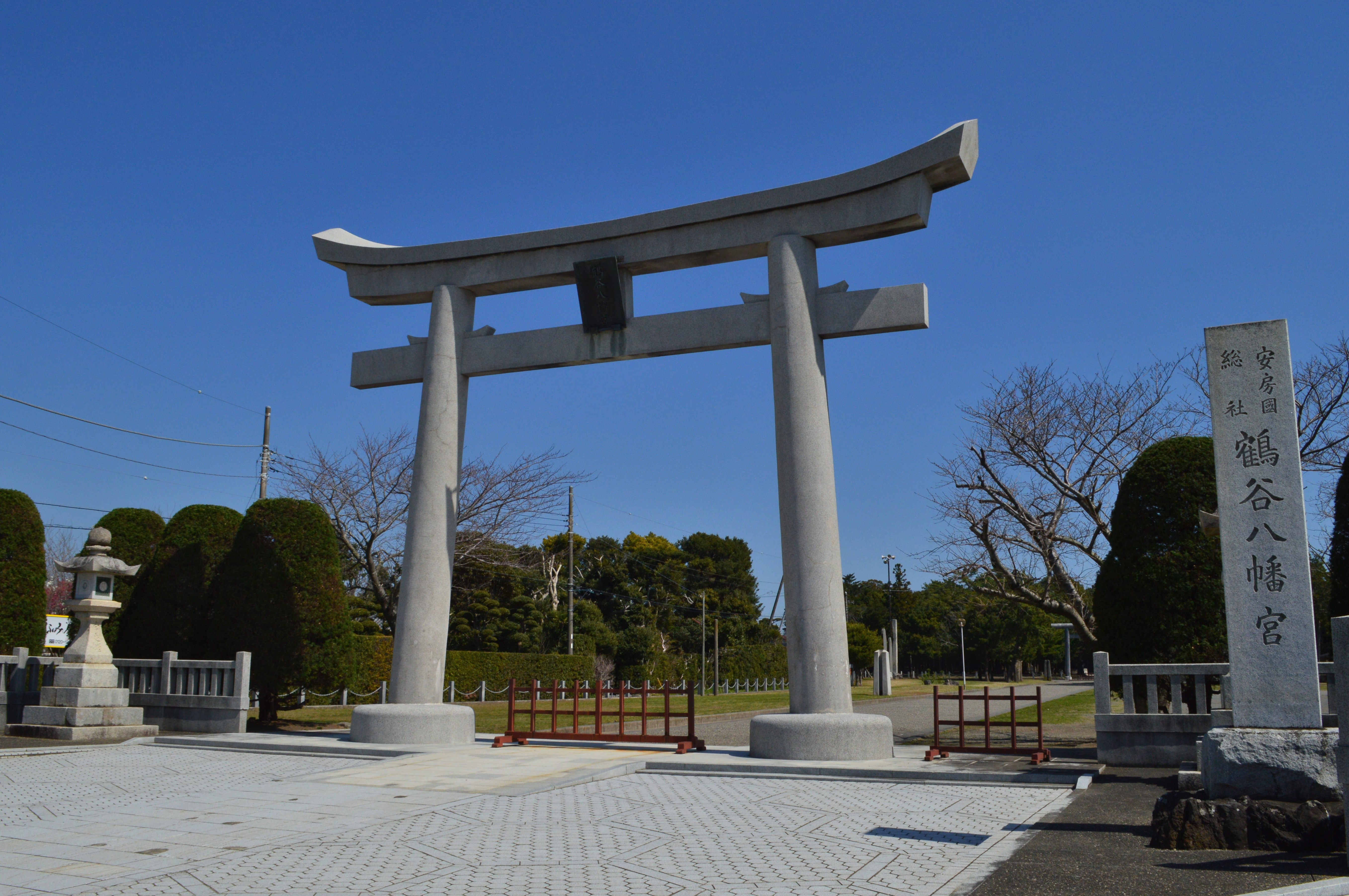
鳥居

鶴谷八幡宮（つるがやはちまんぐう）は、千葉県館山市八幡にある神社。安房国総社。旧社格は県社。

## 祭神
祭神は次の3柱。
- 品陀和気命（応神天皇）
- 帯中津彦命（仲哀天皇）
- 息長帯姫命（神功皇后）

## 歴史

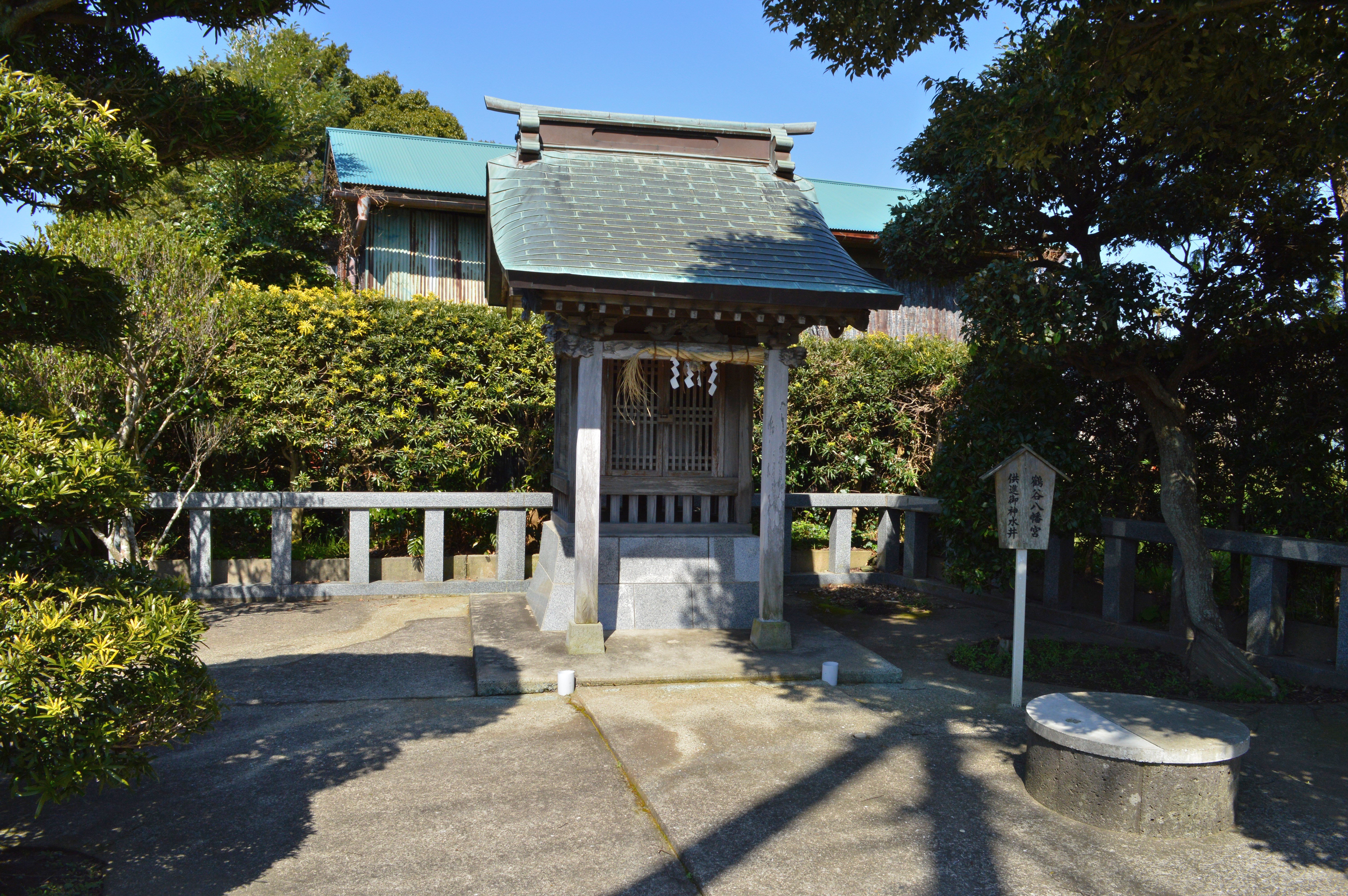
元八幡神社（南房総市府中）。元宮といわれ、一帯に安房国府も推定される。

平安時代初期、国府近くの現在の南房総市府中に安房国総社として創建された。鎌倉時代に入ると総社信仰が衰微し、代わって源氏の影響で八幡神信仰が高まったため、総社から改変され八幡宮となり、当初の位置から遷座するに至ったという。康応2年（1390年）には、安西八幡宮の名で資料に見える。
中世には里見氏、江戸時代には徳川幕府の崇敬を受け、社殿奉納や社領寄進を受けている。明治6年（1873年）には郷社、昭和15年（1940年）には県社に列せられた。創建1000年を迎えた昭和51年（1976年）の本殿改修に当たって、鶴谷八幡宮と改称している。

## 境内

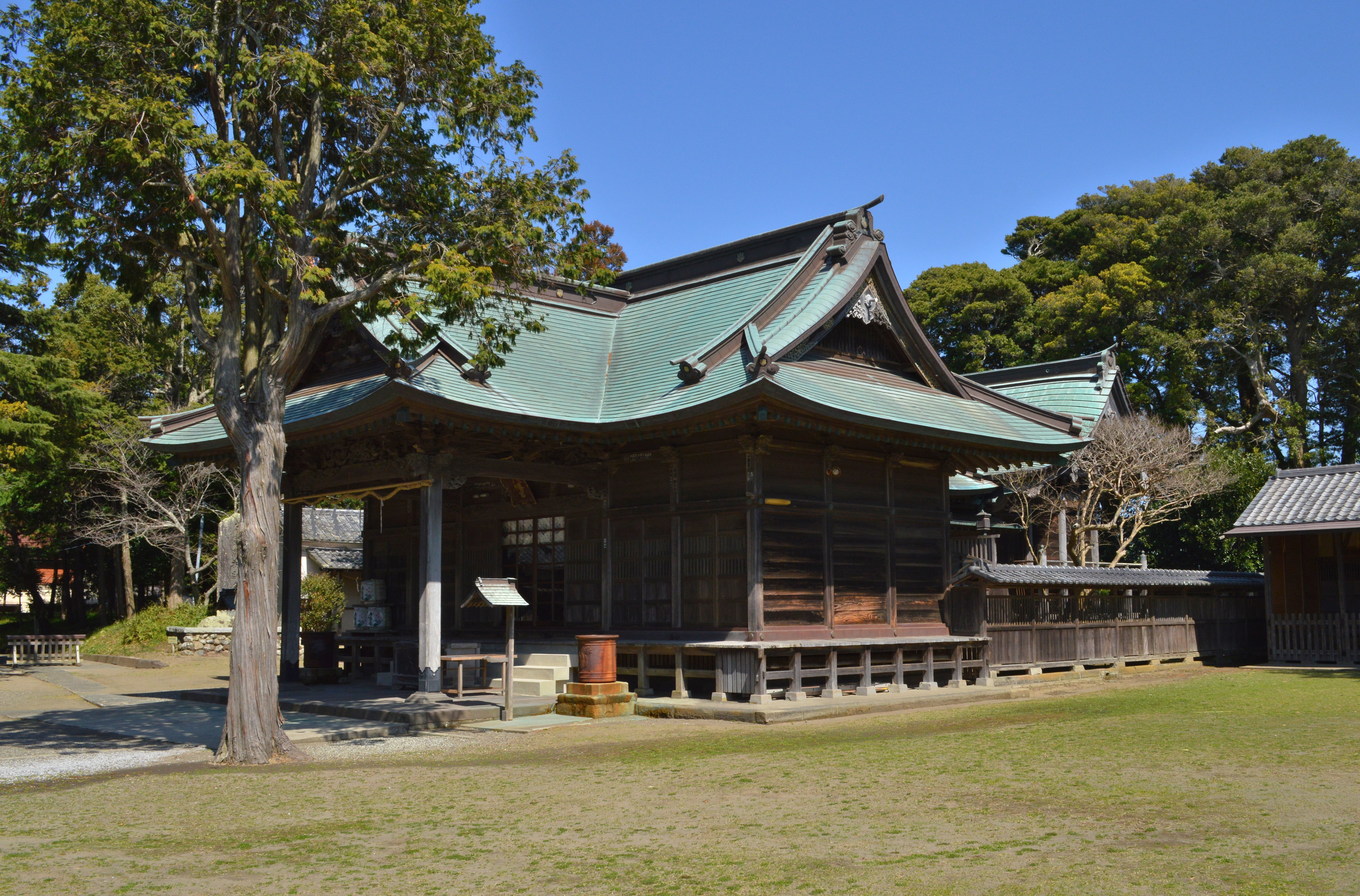
社殿。中央に拝殿、右奥に本殿。

国道127号に面して大鳥居が聳え、参道沿いには日露戦争ゆかりの記念碑が並ぶ。
- 本殿 - 享保5年（1721年）造営。館山市指定文化財[1]。
- 幣殿 - 昭和7年（1932年）造営。前社殿は関東大震災で倒壊。
- 拝殿 - 幣殿に同じ。
- 社務所

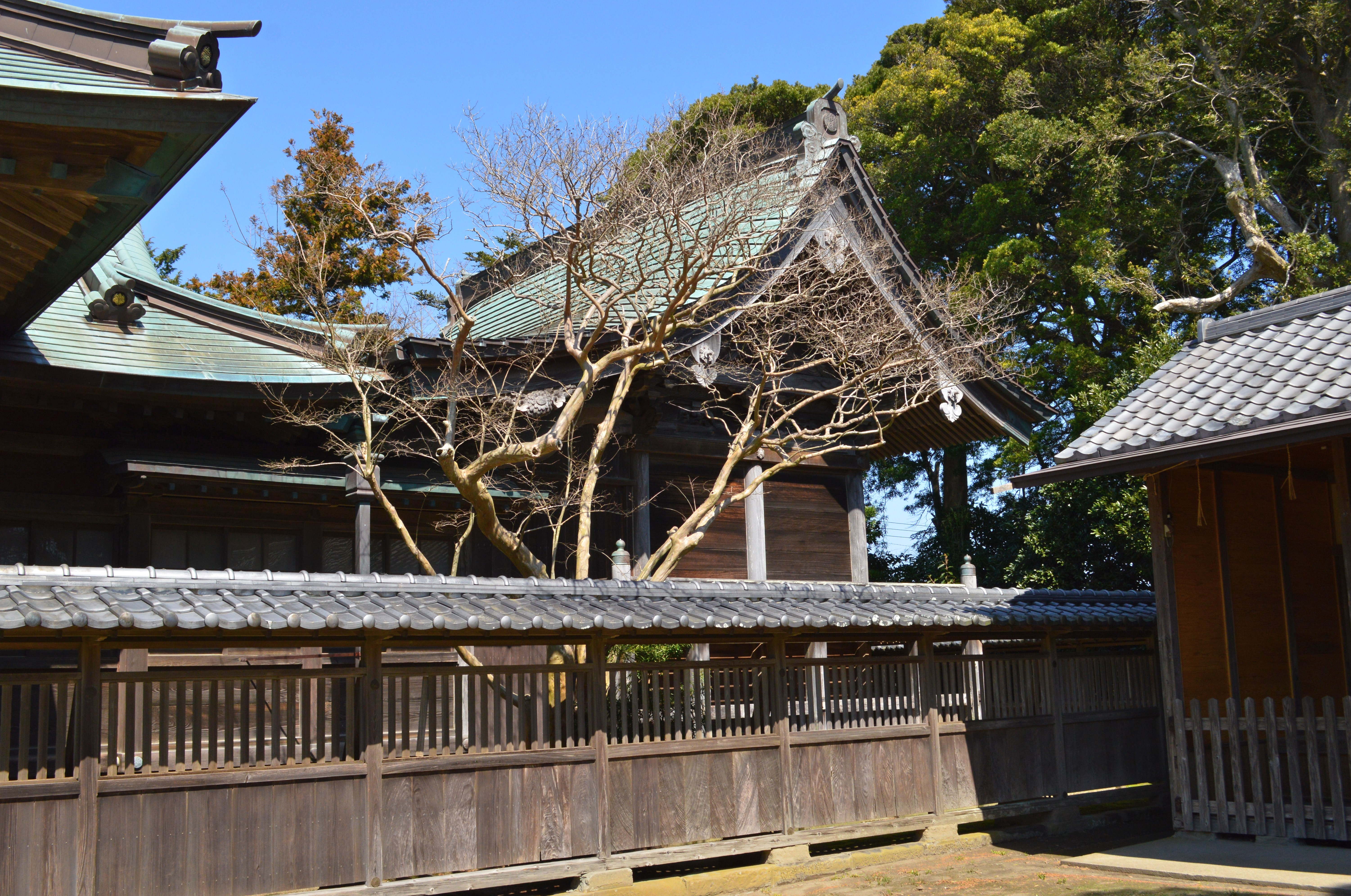
本殿（館山市指定文化財）
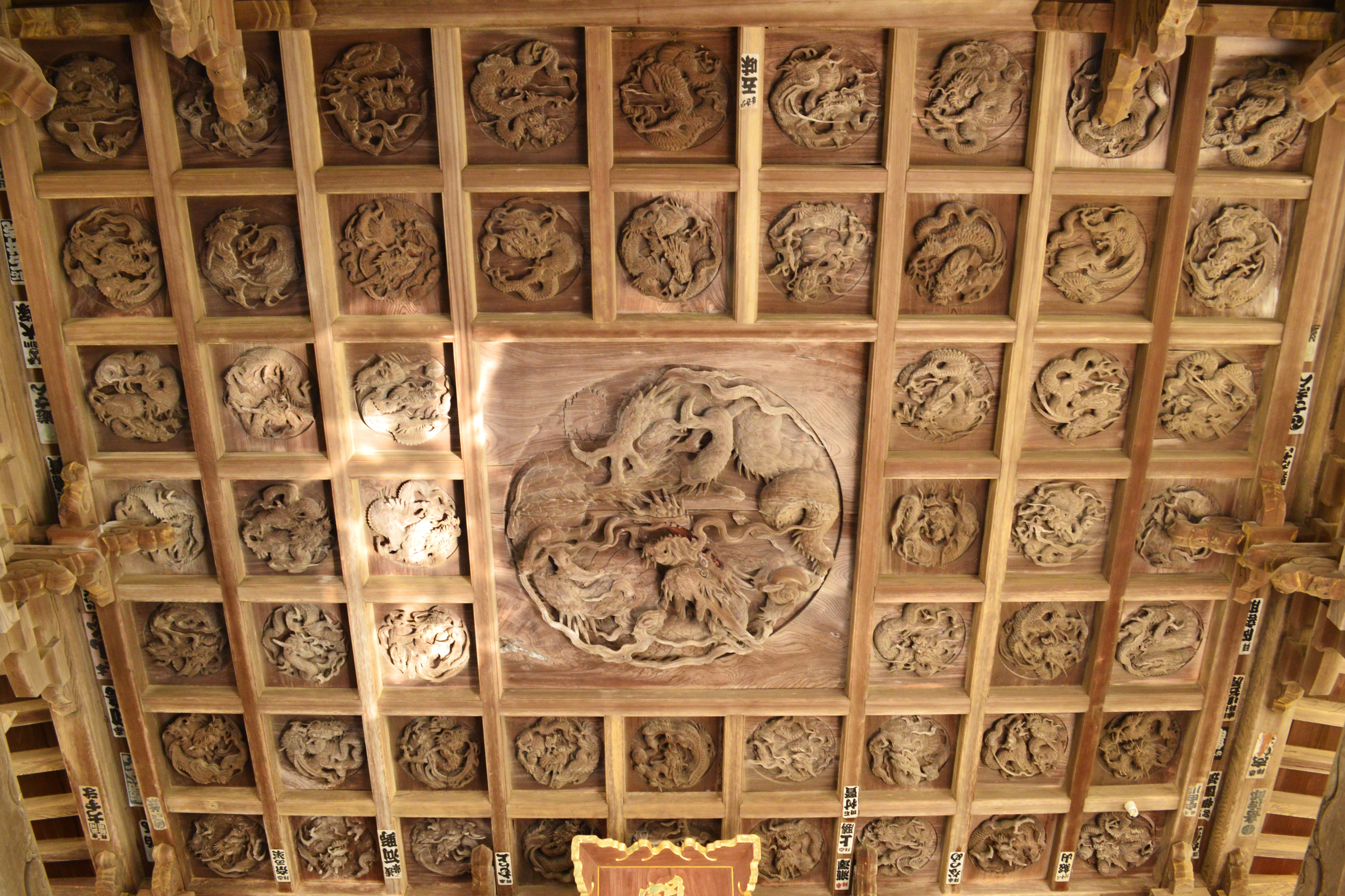
拝殿天井の彫刻「百態の龍」（館山市指定文化財）
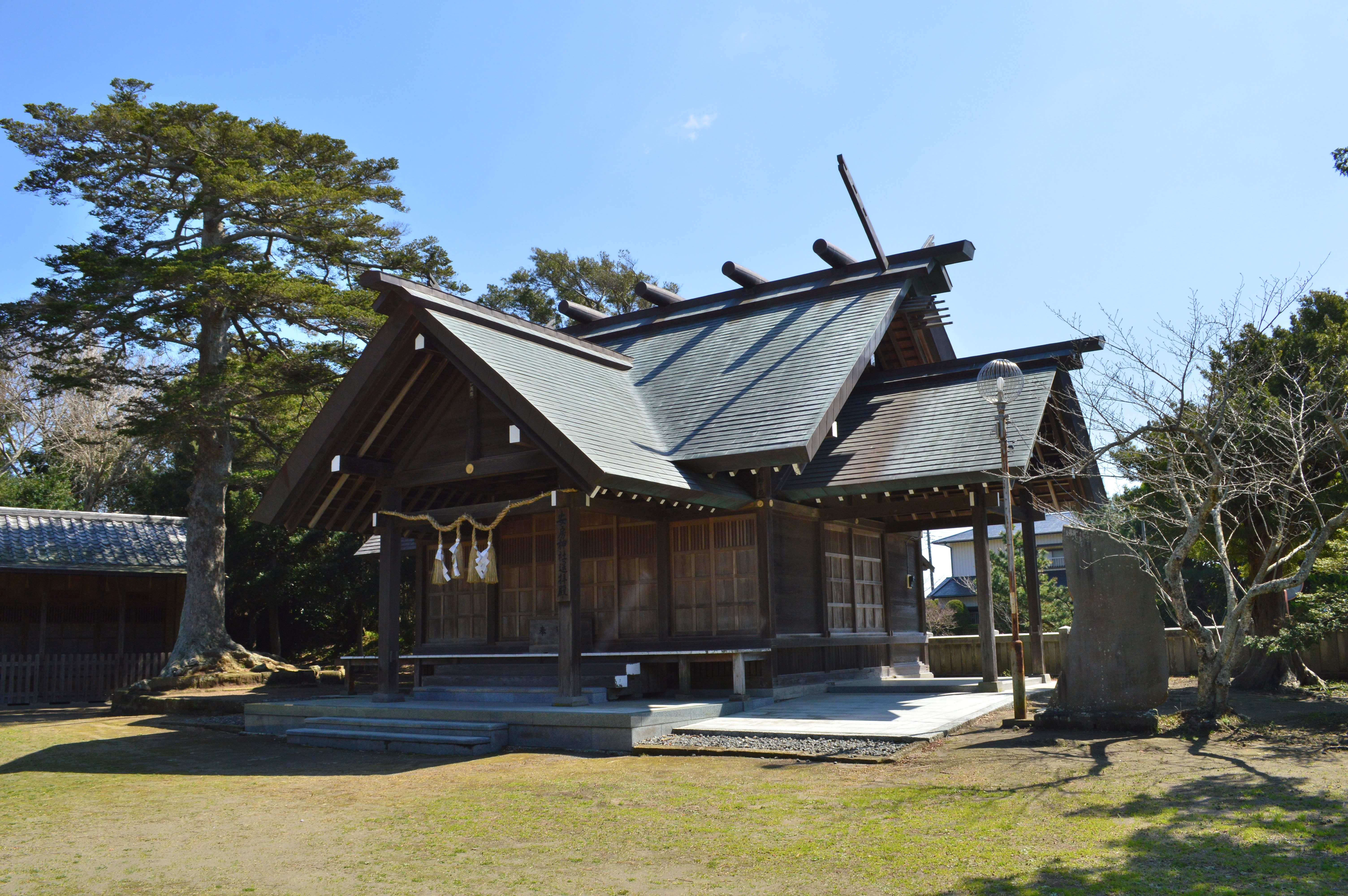
安房神社遥拝所
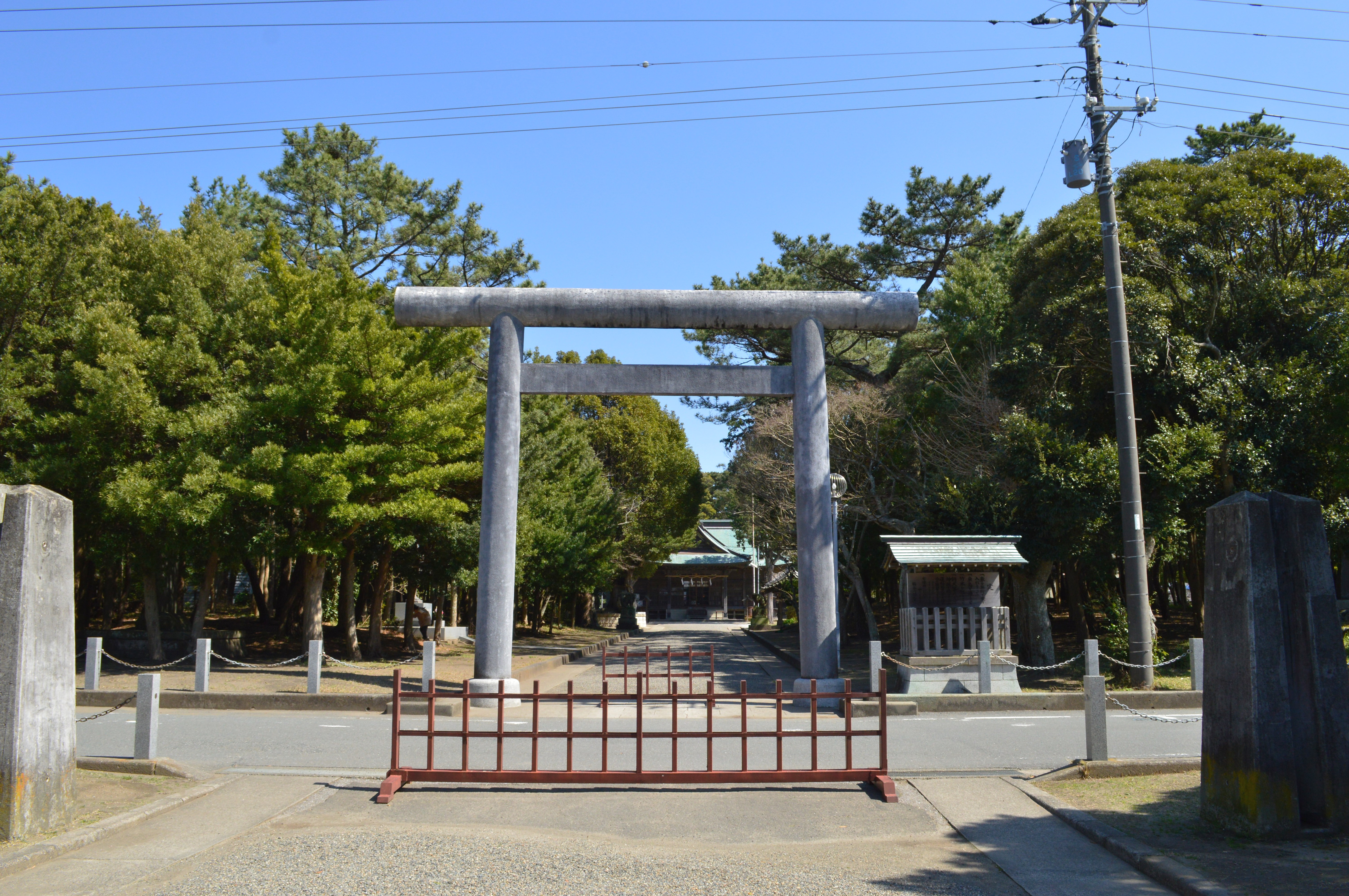
境内鳥居

## 摂末社

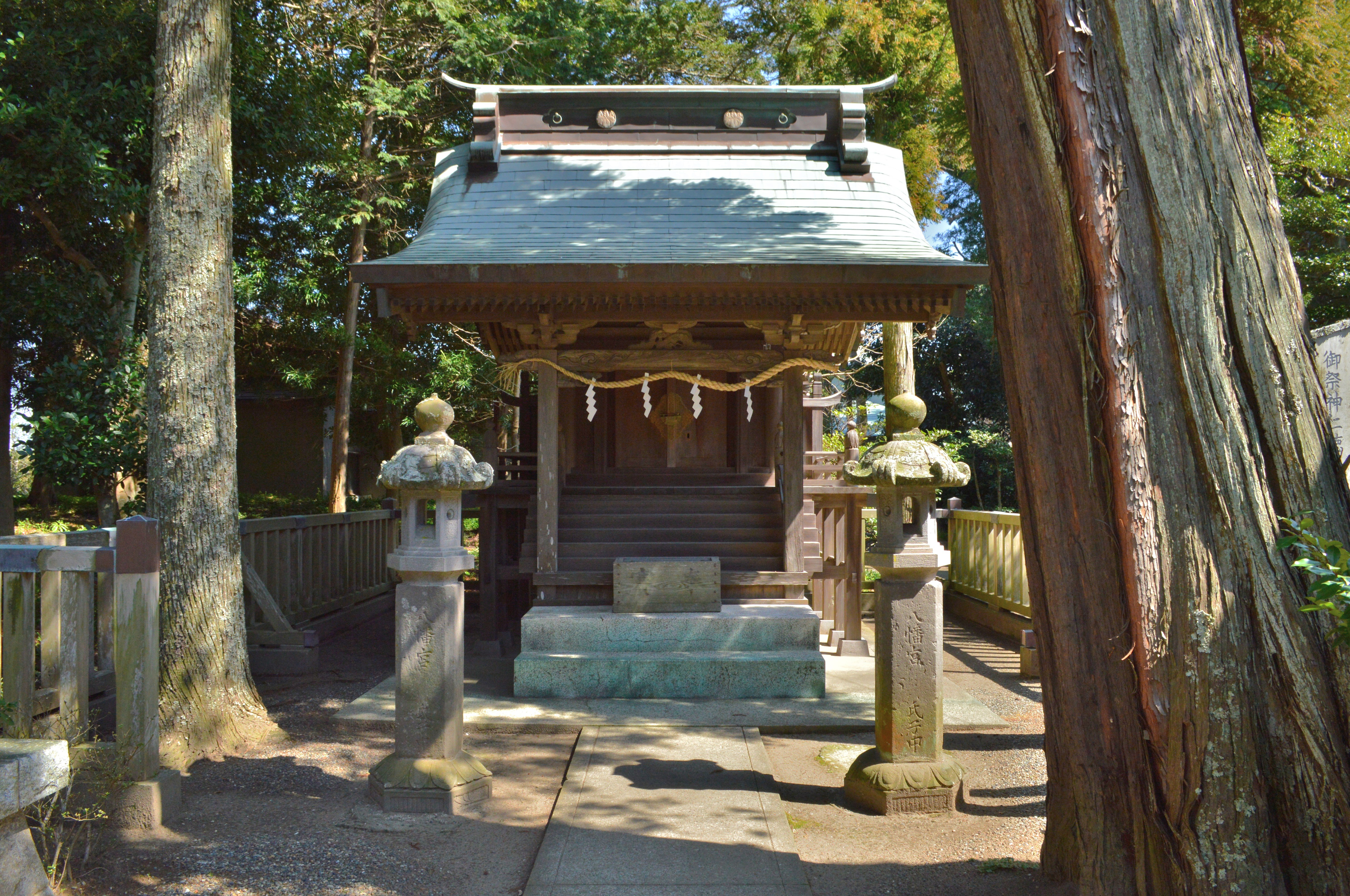
若宮八幡神社

- 若宮八幡神社 - 祭神：大雀命（仁徳天皇）
- 高良神社 - 祭神：武内宿禰命
- 鹿島神社 - 祭神：武甕槌命
- 西宮神社 - 祭神：事代主命

## 祭事

### 年間祭事
- 歳旦祭（1月1日）
- 筒粥神事（1月15日）
- 節分祭（2月）
- 祈念祭（2月17日）
- 虫送り神事、大祓（6月30日）
- 風神祭（8月30日）
- 例大祭（9月14日、15日）
- 新嘗祭（11月23日）
- 大祓（12月31日）

### 例大祭
国司祭（国府祭）の伝統を引き継ぎ1000年以上行われている祭で、千葉県無形民俗文化財に指定されている。通称「やわたんまち（八幡祭）」。南房総を代表する祭である。初日には安房国南部10社の神輿が入り、翌日に市内5町から山車・お船が出る。夕刻には10社の神輿の還御、及び八幡宮神輿の御浜出が催行される。
2019年（令和元年）は9月14日から15日での開催が予定されていたが、同年9月9日に房総半島に接近した令和元年房総半島台風（台風15号）の影響で館山市や南房総市内に甚大な被害が発生したことを受けて、神輿や山車・お船の出祭は取りやめとなり、鶴谷八幡宮内での祭典のみに縮小。記録上初めての中止となった。
2020年（令和2年）についても、新型コロナウイルス感染拡大防止の観点から、前年と同様に宮内での祭典のみに縮小したため、2年連続での神輿や山車・お船の出祭中止を余儀なくされた。
2021年（令和3年）も引き続きコロナウイルス感染拡大防止の為、3年連続で神輿や山車・お船の出祭は中止になった。八幡宮の神輿は4年ぶりに担がれ一の鳥居にて、神幸祭を行った。
2022年（令和4年）は、コロナウイルス感染拡大防止のため安房南部10社の神輿の出祭は4年連続で中止となったが、山車は5年ぶりに引き回され、久しぶりに北条地区に祭り囃子が奏でられた。八幡宮の神輿は前年と同じく担ぎだされ、八幡海岸にて神幸祭を行った。また、八幡宮の境内にも露天商が出店し賑やかなお祭りとなった。

## 文化財

### 千葉県指定文化財
- 無形民俗文化財
  - 安房やわたんまち - 平成16年3月30日指定[6]。

### 館山市指定文化財
- 有形文化財[7]
  - 鶴谷八幡神社本殿（建造物） - 昭和42年2月21日指定。
  - 鶴谷八幡神社百態の龍（彫刻） - 昭和49年2月21日指定。
  - 刀 銘「守家」（工芸品） - 昭和58年10月25日指定。
  - 鶴谷八幡神社棟札 3枚（考古資料） - 館山市立博物館に保管。昭和40年4月21日指定。
- 無形民俗文化財[7]
  - 鶴谷八幡宮の筒粥神事 - 平成5年12月24日指定。

### 関連文化財
- 元八幡神社 - 南房総市指定史跡。平成3年9月10日指定[8]。
- 元八幡神社御清水送りの儀式 - 南房総市指定無形民俗文化財。平成3年9月10日指定[8]。

## 現地情報
所在地
- 千葉県館山市八幡68

交通アクセス
- 鉄道：東日本旅客鉄道（JR東日本）内房線 館山駅から、北へ約1キロメートル